# Halhalli, Bhalki
Halhalli là một làng thuộc tehsil Bhalki, huyện Bidar, bang Karnataka, Ấn Độ.